# Canadian Olympic Committee
Das Canadian Olympic Committee (engl.) bzw. Comité olympique canadien (franz.), Abkürzung: COC, ist der Name des kanadischen Sportverbandes, der die Sportler des Landes beim Internationalen Olympischen Komitee (IOC) und den Panamerikanischen Spielen vertritt. Der Verband wurde 1904 gegründet und 1907 zum IOC aufgenommen. Die COC repräsentiert auch eine Auswahl an kanadischen Städten, die ihre Bewerbungen für die Olympischen oder die Panamerikanischen Spiele einreichen. Derzeit vertritt das COC 470 Athleten und ist in die drei Bereiche Executive Committee, Board of Directors und General membership gegliedert. Das COC hat seinen Sitz in Toronto. Derzeitiger Präsident des COC ist Michael Chambers.